# ویوریکا یوژا
ویوریکا یوژا (انگلیسی: Viorica Ioja؛ زادهٔ ۲۶ فوریه ۱۹۶۲) قایقران روئینگ اهل رومانی بود.
وی در مسابقات کشوری و بین‌المللی در مجموع برندهٔ ۲ مدال طلا، ۳ مدال نقره شده‌است.